# Talsperre Laúca
Die Talsperre Laúca (portugiesisch Barragem de Laúca) ist eine Talsperre mit Wasserkraftwerk in der Provinz Malanje, Angola. Sie staut den Cuanza, der hier die Grenze zwischen den Provinzen Malanje und Cuanza Sul bildet. Die Stadt Dondo liegt 82 km flussabwärts. Die Talsperre Capanda befindet sich 47 km flussaufwärts. Unterhalb von Laúca ist die Talsperre Caculo-Cabaça in Bau.
Mit den Bauarbeiten wurde 2012 begonnen. Sie werden von der brasilianischen Firma Odebrecht durchgeführt. Das Kraftwerk wurde am 4. August 2017 durch den Präsidenten der Republik, José Eduardo dos Santos, offiziell eingeweiht, als die erste Maschine in Betrieb genommen wurde. Es ist im Besitz der staatlichen Empresa Nacional de Electricidade (ENE) und wird auch von ENE betrieben.

## Absperrbauwerk
Das Absperrbauwerk besteht aus einer Gewichtsstaumauer aus Walzbeton mit einer Höhe von 132 m (nach einer Quelle 156 m). Die Länge der Mauerkrone beträgt 1.075 m (nach anderen Quellen 1.100 m oder 1.242 m). Das Volumen des Bauwerks liegt bei 2,64 (bzw. 2,75) Millionen m³.
Die Staumauer verfügt über eine Hochwasserentlastung, über die maximal 10.020 m³/s abgeleitet werden können. Das Bemessungshochwasser liegt bei 8.239 m³/s; die Wahrscheinlichkeit für das Auftreten dieses Ereignisses wurde mit einmal in 10.000 Jahren bestimmt.
Auf der rechten Flussseite wurden 2 Umleitungstunnel (Länge 450 bzw. 550 m, Durchmesser 14 m) in den Fels gebohrt, um das Wasser des Cuanza während der Bauzeit abführen zu können.

## Stausee
Bei Vollstau erstreckt sich der Stausee über eine Fläche von 188 km² und fasst 5,482 Milliarden m³ Wasser – davon können 4,12 Milliarden m³ zur Stromerzeugung genutzt werden. Das Stauziel kann zwischen 850 und 800 m über dem Meeresspiegel schwanken, das maximale Stauziel beträgt 852 m. Die maximale Länge des Stausees beträgt 36 km, die maximale Breite 15 km.
Die Wasserführung des Cuanza im Mittellauf ist saisonal unterschiedlich; die niedrigste Wasserführung liegt in der Trockenzeit (Juni bis November), die höchste Wasserführung tritt von März bis Mai auf. Zwischen 1951 und 1974 wurden bei Cambambe als Minimum 122 m³/s und als Maximum 3.740 m³/s gemessen. Der Durchschnitt lag bei 684 m³/s.

## Kraftwerk

### Kraftwerk Laúca I
Das Kraftwerk verfügt über eine installierte Leistung von 2.004 MW. Die voraussichtliche Jahreserzeugung soll bei 8,64 Milliarden kWh liegen. Die 6 Francis-Turbinen des Kraftwerks leisten jede maximal 334 MW. Die maximale Fallhöhe beträgt 200 m. Der Durchfluss liegt bei 182 m³/s pro Turbine.
Auf der rechten Flussseite wurden 6 Tunnel (Länge 2000 m) in den Fels gesprengt, die zur Maschinenhalle des Kraftwerks führen. Die Maschinen befinden sich in einer Kaverne (Länge 277 m, Höhe 52 m, Breite 22 m). Von den Kaverne leiten 6 Tunnel (Länge 40 m) das Wasser zurück zum Fluss. Die Turbinen sowie weitere elektromechanische Ausrüstung werden von der Andritz AG geliefert.

### Kraftwerk Laúca II
Am Fuß der Staumauer wird ein weiteres Kraftwerk (eine Francis-Turbine mit 65,5 MW) errichtet, um aus ökologischen Gründen einen gewissen Mindestzufluss in das alte Flussbett zu garantieren. Die Fallhöhe beträgt 128 m, der Durchfluss liegt bei 60 m³/s.

## Sonstiges
Die Errichtungskosten der Talsperre (inklusive des Kraftwerks) liegen bei ca. 4,3 Milliarden USD. Die zusätzlich benötigten Hochspannungsleitungen werden ebenfalls von Odebrecht errichtet; die Kosten dafür werden mit 780 (bzw. 800) Millionen USD angegeben.